# آن سويني
آن سويني (بالإنجليزية: Anne Sweeney)‏ هي سيدة أعمال أمريكية، ولدت في 4 نوفمبر 1957 في كينغستون في الولايات المتحدة.